# 喀拉蚩新聞報
喀拉蚩新聞報（英語：The News International）是巴基斯坦第二大的英文報紙，發行量達140,000份，在喀拉蚩、拉合爾、拉瓦爾品第/伊斯蘭堡發行，亦在倫敦發行海外版，服務居住於英國的巴基斯坦人，現計劃在美國紐約市發行，屬於Jang集團。